# Erik Svensson (mångkampare)
Erik Svensson (sedermera Bergstrand), född den  10 augusti 1979, är en svensk friidrottare (mångkamp), tävlande för IFK Växjö, Heleneholms IF samt Vittsjö GIK.
Han har ett SM-brons i tiokamp och ett personligt rekord på 7451 poäng.

### Fotnoter
1. 1 2   Svenska Mästerskapen i friidrott 1896-2005. Trångsund: Erik Wiger/TextoGraf Förlag. 2006
2. ↑   Sverigebästa genom tiderna i friidrott. Trångsund: Bengt Holmberg/TextoGraf Förlag. 2009